# Head & Heart
Singles par Joel Corry
Lonely
(2020) The Parade
(2022)
Singles par MNEK
Valentino
(2019)
Clip vidéo
[vidéo] « Head & Heart », sur YouTube
Head & Heart est une chanson du disc jockey britannique Joel Corry en featuring avec le chanteur britannique MNEK, sortie le 3 juillet 2020.

## Accueil commercial
Au Royaume-Uni, Head & Heart a atteint la première place du classement officiel des singles lors de la semaine du 30 juillet 2020, donnant aux deux artistes leur premier single numéro un au Royaume-Uni.

## Liste de titres
| 1. | Head & Heart (feat. MNEK) (Acoustic) | 3:38 |

| 1. | Head & Heart (feat. MNEK) (Jack Back Remix) | 4:19 |

| 1. | Head & Heart (feat. MNEK) (VIP Remix) | 3:12 |

| 1. | Head & Heart (feat. MNEK) (Vintage Culture & Fancy Inc Remix) | 3:34 |

## Crédits
Crédits provenant de Tidal.
- Joel Corry – production, écriture
- Uzoechi Emenike (MNEK) – voix, écriture
- Kolidescopes – production
- Lewis Thompson – production, écriture
- Neave Applebaum (New Levels) – production, écriture
- Daniel Dare – écriture
- Ajay Owen – écriture
- John Courtidis – écriture
- Robert Michael Nelson Harvey – écriture
- Leo Kalyan – écriture

## Classements et certifications
| Classement (2020–21)                    | Meilleure position |
| --------------------------------------- | ------------------ |
| Allemagne (GfK Entertainment)           | 4                  |
| Australie (ARIA)                        | 2                  |
| Autriche (Ö3 Austria Top 40)            | 5                  |
| Belgique (Flandre Ultratop 50 Singles)  | 1                  |
| Belgique (Flandre Ultratop 50 Dance)    | 1                  |
| Belgique (Wallonie Ultratop 50 Singles) | 3                  |
| Belgique (Wallonie Ultratop 50 Dance)   | 1                  |
| Brésil (Top 100 Brasil)                 | 59                 |
| Canada (Hot 100)                        | 35                 |
| Canada (CHR/Top 40)                     | 50                 |
| Croatie (HRT)                           | 1                  |
| Danemark (Tracklisten)                  | 4                  |
| Écosse (OCC)                            | 1                  |
| Espagne (Promusicae)                    | 79                 |
| Estonie (Eesti Tipp-40)                 | 18                 |
| États-Unis (Hot 100)                    | 99                 |
| États-Unis (Hot Dance/Electronic Songs) | 3                  |
| États-Unis (Pop Airplay)                | 25                 |
| États-Unis (Dance/Mix Show Airplay)     | 1                  |
| France (SNEP)                           | 46                 |
| France (SNEP Radio)                     | 46                 |
| France (SNEP Ventes)                    | 67                 |
| Global 200 (Billboard)                  | 17                 |
| Grèce (IFPI Greece)                     | 12                 |
| Hongrie (Rádiós Top 40)                 | 1                  |
| Hongrie (Dance Top 40)                  | 2                  |
| Hongrie (Single Top 40)                 | 2                  |
| Hongrie (Stream Top 40)                 | 2                  |
| Irlande (Irish Singles Chart)           | 1                  |
| Islande (Tónlistinn)                    | 5                  |
| Italie (FIMI)                           | 7                  |
| Lituanie (AGATA)                        | 2                  |
| Mexique (México Airplay)                | 2                  |
| Mexique (Inglés Airplay)                | 1                  |
| Norvège (VG-lista)                      | 11                 |
| Nouvelle-Zélande (RMNZ)                 | 5                  |
| Pays-Bas (Single Top 100)               | 2                  |
| Pays-Bas (Nederlandse Top 40)           | 1                  |
| Pologne (ZPAV)                          | 3                  |
| Portugal (AFP)                          | 15                 |
| Roumanie (Airplay 100)                  | 2                  |
| Royaume-Uni (UK Singles Chart)          | 1                  |
| Royaume-Uni (UK Dance Chart)            | 1                  |
| Russie (Tophit Radio Top 100)           | 6                  |
| Serbie (Radiomonitor)                   | 1                  |
| Slovaquie (IFPI Rádio)                  | 1                  |
| Slovaquie (IFPI Singles Digitál)        | 2                  |
| Slovénie (SloTop50)                     | 1                  |
| Suède (Sverigetopplistan)               | 4                  |
| Suisse (Schweizer Hitparade)            | 4                  |
| Tchéquie (IFPI Rádio)                   | 14                 |
| Tchéquie (IFPI Singles Digitál)         | 4                  |
| Ukraine (Tophit Radio Top 100)          | 53                 |

| Classement (2020)                       | Position |
| --------------------------------------- | -------- |
| Allemagne (GfK Entertainment)           | 26       |
| Australie (ARIA)                        | 23       |
| Autriche (Ö3 Austria Top 40)            | 27       |
| Belgique (Flandre Ultratop)             | 21       |
| Belgique (Wallonia Ultratop)            | 45       |
| CEI (Tophit)                            | 40       |
| Danemark (Tracklisten)                  | 30       |
| États-Unis (Hot Dance/Electronic Songs) | 13       |
| Irlande (IRMA)                          | 3        |
| Islande (Tónlistinn)                    | 69       |
| Italie (FIMI)                           | 48       |
| Pays-Bas (Nederlandse Top 40)           | 2        |
| Pays-Bas (Single Top 100)               | 15       |
| Pologne (ZPAV)                          | 30       |
| Roumanie (Airplay 100)                  | 85       |
| Royaume-Uni (UK Singles Chart)          | 5        |
| Russie (Tophit)                         | 60       |
| Suède (Sverigetopplistan)               | 16       |
| Suisse (Schweizer Hitparade)            | 32       |

### Certifications
| Région | Certification | Ventes/Streams |
| --- | ------------- | -------------- |
| Australie (ARIA)                                                                                          | 3 × Platine   | 210 000‡       |
| Autriche (IFPI Autriche)                                                                                  | Or            | 15 000‡        |
| Belgique (BEA)                                                                                            | Platine       | 40 000‡        |
| Brésil (PMB)                                                                                              | Or            | 20 000‡        |
| Canada (MC)                                                                                               | Platine       | 80 000‡        |
| Danemark (IFPI Danmark)                                                                                   | Platine       | 90 000‡        |
| Espagne (Promusicae)                                                                                      | Or            | 20 000‡        |
| États-Unis (RIAA)                                                                                         | Or            | 500 000‡       |
| Italie (FIMI)                                                                                             | Platine       | 70 000‡        |
| Norvège (IFPI Norvège)                                                                                    | Platine       | 60 000‡        |
| Nouvelle-Zélande (RMNZ)                                                                                   | Platine       | 30 000*        |
| Pays-Bas (NVPI)                                                                                           | Or            | 40 000‡        |
| Portugal (AFP)                                                                                            | Or            | 5 000‡         |
| Royaume-Uni (BPI)                                                                                         | 2 × Platine   | 1 200 000‡     |
| *Ventes selon la certification xNon précisé par la certification ‡ventes/streaming selon la certification |               |                |

## Historique de sortie
| Région     | Date               | Format                                   | Label(s)         | Ref.   |
| ---------- | ------------------ | ---------------------------------------- | ---------------- | ------ |
| Divers     | 3 juillet 2020     | - Téléchargement - streaming             | Sony Music       | [ 1 ]  |
| États-Unis | 1er septembre 2020 | - Diffusion radio (succès contemporains) | - Big Beat - EMG | [ 88 ] |